# Байчик, Александр Викторович
Алекса́ндр Ви́кторович Ба́йчик (15 апреля 1982, Артёмовский) — российский сидячий волейболист, игрок екатеринбургского клуба «Родник» и российской национальной сборной, нападающий. Бронзовый призёр летних Паралимпийских игр 2008 года в Пекине, призёр Кубка европейских чемпионов, Кубка мира, чемпионата Европы среди спортсменов с поражением опорно-двигательного аппарата, заслуженный мастер спорта России.

## Биография
Александр Байчик родился 15 апреля 1982 года в городе Артёмовский Свердловской области. Серьёзно играл в волейбол с раннего детства, выступал на школьных, районных, областных соревнованиях, в возрасте десяти лет получил первый юношеский спортивный разряд. Получив тяжёлую травму, лишился одной ноги, признан инвалидом второй группы.
В 2003 году приехал в реабилитационный центр в Екатеринбурге и вскоре присоединился к местной команде по волейболу сидя «Родник». Играл на позиции нападающего, проходил подготовку под руководством заслуженного тренера Виктора Семёновича Дьякова и позже под руководством тренера Людмилы Михайловны Семёнкиной. Уже в 2004 году стал с «Родником» чемпионом России, а в 2006 году одержал победу на чемпионате Европы, где был признан самым ценным игроком среди всех команд.
На чемпионате Европы 2007 года в Венгрии Байчик выиграл награду серебряного достоинства, также добавил в послужной список серебряную награду, привезённую с Континентального Кубка мира. Благодаря череде удачных выступлений удостоился права защищать честь страны на летних Паралимпийских играх 2008 года в Пекине — российская команда со второго места вышла из группы А, уступив только сборной Боснии и Герцеговины, тогда как на стадии полуфиналов со счётом 0:3 проиграла сборной Ирана, ставшей в итоге победительницей соревнований. При этом в утешительной встрече за третье место россияне одержали победу над сборной Египта и завоевали тем самым бронзовые паралимпийские медали. За это выдающееся достижение в 2009 году Александр Байчик награждён медалью ордена «За заслуги перед Отечеством» II степени, удостоен почётного звания «Заслуженный мастер спорта России».
После успешной пекинской Олимпиады остался в основном составе команды России и продолжил принимать участие в крупнейших международных турнирах. Так, в 2011 году добавил в послужной список очередную серебряную медаль, выигранную на чемпионате Европы. Будучи одним из лидеров российской национальной сборной, благополучно прошёл отбор на Паралимпийские игры 2012 года в Лондоне — вновь добрался до полуфинальной стадии и снова со счётом 0:3 потерпел поражение от команды Ирана. В утешительной встрече за третье место россияне со счётом 3:2 были побеждены командой Германии и заняли, таким образом, четвёртое место на этом турнире.
В составе сборной России Байчик мог стать участником Паралимпийских игр 2016 года в Рио-де-Жанейро, однако из-за допингового скандала вся российская паралимпийская сборная была отстранена от участия в соревнованиях.
Окончил екатеринбургское Училище олимпийского резерва № 1 и Уральский государственный университет физической культуры. С 2005 года является спортсменом-инструктором по волейболу в Специализированной детско-юношеской спортивной школе олимпийского резерва «Уралочка». Помимо этого, занимается активной общественной деятельностью, пропагандирует здоровый образ жизни, проводит множественные внешкольные акции со своими воспитанниками: «Молодёжь без пива», «Походы выходного дня» и др.